# Тадаєво
Тадаєво (пол. Tadajewo) — село в Польщі, у гміні Осек Бродницького повіту Куявсько-Поморського воєводства.
Населення — 160 осіб (2011).
У 1975-1998 роках село належало до Торунського воєводства.

## Демографія
Демографічна структура станом на 31 березня 2011 року:
|          | Загалом | Допрацездатний вік | Працездатний вік | Постпрацездатний вік |
| -------- | ------- | ------------------ | ---------------- | -------------------- |
| Чоловіки | 80      | 23                 | 49               | 8                    |
| Жінки    | 80      | 21                 | 40               | 19                   |
| Разом    | 160     | 44                 | 89               | 27                   |